# クルド人の民俗舞踊
クルド人の民俗舞踊 (クルド語: Govend, Helperkê, Shayî; هه‌ڵپه‌ركێ, شایی) は中東地域、バルカン半島や東欧の国々にみられる、人々が手をつないで踊る伝統的な踊りの一つである。踊りの輪に一人あるいはカップルの踊り手が加わっていく形をとる。
イスラーム百科事典によると、クルド人は、彼らのすべての祭り、誕生日、新年、ノウルーズ、婚礼、その他の式典で、歌い、踊る。注目すべきは、クルド人以外の周辺のイスラム教徒の人々とは異なり、クルド人の民俗舞踊では男女が混じって踊ることである点である。

## 起源と現況
クルド人の踊りは過去数千年にわたってのクルド人の生活の実態を反映している。歴史的記録、地理的位置、クルドの生活様式、信念、仕事と闘争、戦争と喧嘩、から生まれた リズミカルでエレガントな動作は、ハルパーク（Halparke）クルド語: Helperkê/Hilperkêと呼ばれている。中東の広大な地域に広がるさまざまな動き、スタイル、派生を含み、約3,500万人のクルド人達が歌い、踊っている。
何千年もの間のクルド人の生活や、文化において「特別な場所」が存在することなどが、クルド人の踊りに反映されている。よく観察するならば踊り手達の微妙な歌とジェスチャーに気付くことができる。ほんの少しの例として、Howshar に感謝し、Zangi の残虐行為に対抗し、Garyan での喜びと幸福、が挙げられる。

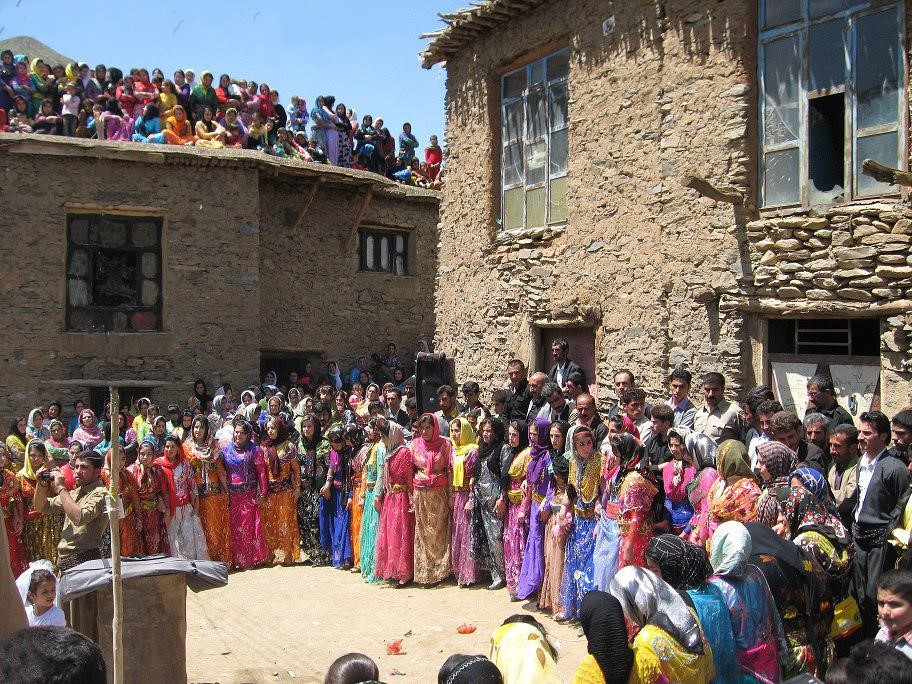
クルド人の村での婚礼の儀式

　クルド人、特に余暇のある多くの女性にとって、踊りは主要な文化的な活動の一つである。
クルド人の主要な4つの居住地域（トルコ・イラク北部・イラン北西部・シリア北東部）において何百もの踊りが観察されており、個々の村はそれぞれ独自の踊りを持ち、個々の踊りはその地域の変化と名前を持つ。多くのクルドの踊りは名前が付けられていないか、クルドの踊りとは認識されていない。特にトルコでは、クルドの踊りをトルコの踊りに分類していることが多い。

## 踊りの種類
殆ど全てのクルド人の踊りは社交的であり、頻繁に男達、女達が一緒に踊っている。踊りの隊形には、円状、半円状、真っ直ぐの列、の3つの形式がある。 踊り手は、手をつなぐ、肩を組む、小指でつなぐ、腰の後ろで手を組む、といった形でつながるのが典型的である。男性特有の踊りは素早さと運動能力が特徴的で、女性の踊りではより繊細な足、肩、膝と首の動きが特徴的である。
踊りを先導する人は çupi (Chupi)  と呼ばれ、イランのいくつかのクルド人地域では Ser-Chupi と呼ばれている。先導者は右手にカラフルなハンカチーフを振って（あるいは何かカラフルな物、あるいは象徴的な物を持って）踊る。また、 çupi (Chupi)  は転じて、「踊り」一般を指す言葉にもなっている
少なくとも一つの踊りの場を率い終わるまで、誰もçupi (Chupi)  である彼/彼女と交代しないのが伝統的なルールになっている。それ以外の踊り手は Gawani と呼ばれ、時には、列の最後の踊り手を指すこともある。踊り手達は様々な年代の人々で別れて踊る。
いくつかのクルドの踊りには、さらに変化や多くの派生がある。
Geryan の踊りは速い動作である。Dilan の踊りでは、半円状で交互に並んだ男女の踊り手達が、手や desroke と呼ばれるカラフルなハンカチでつながり、列の先導者と末尾の者が desroke を巧みに動かして、踊りの輪を動き回る。先頭の踊り手は多くの力強さを見せたり、独自の即興的な動きを加えて、独自の踊りのステップや動きを強調して見せたりする。
Chapi は「左」を意味する "chep"または "chap"という単語に由来する。この踊りはとてもシンプルなクルドの踊りの一つで、左足を2回前に踏み込んだ後、右足を2度踏み戻しながら円上を進んでいく。
Sepe は chepi に似ているが、円心に向かって動いた時に右足で荒々しく地面を打つ。その他、各地に亜種の踊りがあり、それぞれ独自の形をしている。場所によって踊りが同じでも進む方向が異なっていたりする。
踊りにおける動作は、さまざまな観点からクルディスタンのさまざまな地域で異なり、踊りに伴う喜びや憂慮の感情はそれぞれ独自の特別な場所と結びついている。 踊りのリズムのいくつかはもはや各地で共通ではないが、クルド人たちの独特な状況にも関わらず、多くの形態が保存されている。主だったところで、Geryan、Chepi、Daghe、Dilan、Hawshar、Shekhani、Khan Amiri、Daghe、Shayaneh、Zangi、Shekak、Sepa (Sepe)、Koçerî (Kochari)、Leblan、Fatah Pawsh (Pasha)、Shelan、Sejar、Mukri、Savarani、があり、比較的新しく踊られ始めたものは Naz, Farxe (Farkheh)、Bafraw とわずかしかない。
なお、クルマンジー（北部クルド人）とソラニーの言語的な差異が、並行して音楽と踊りの差異に表れている。

### クルマンジーの踊り
クルマンジー（北部クルド人）の踊りでは、踊り手の体は直立した状態で、両手は体側に真っ直ぐに下ろして互いの指を絡ませた状態で互いに緊密に接して繋がっている。アルメニアの民俗舞踊で見られるように小指を介して手を繋ぐ踊りも知られている。動きは鋭く、エネルギッシュで、とても印象的である。
クルマンジー（北部クルド人）の踊りとしては、Keçiko、Çepikli (ガズィアンテプの踊り)、Garzane、Papuri、Meyroke (ビトリスの踊り)、Temilav (ヴァンの踊り)、Çeçeno (ディヤルバクルの踊り)が海外でも知られている。イラクのクルディスタン地域のクルマンジー（北部クルド人）地域であるベフディナーン圏では Sheikhani が一般的に踊られていて、この踊りはクルディスタンのユダヤ人コミュニティやアッシリア人にも踊られている。

### ソラニーの踊り
ソラニーの踊りのステップはより単純であるが、肩を連続してあげたり落としたりし、体を揺らしたり曲げたりして魚になったような感じで流れるかのように踊る。ソラニーの踊りとしては、Gerdûn、Çepi、Khanim Mirî、Sêpêyî が知られている。

### クルドの踊りに関する用語
クルマンジー（北部クルド人）の最も一般的な踊りの種類は、トルコ語で Halay として呼ばれているもので、クルド語では Govand と呼び、踊りのリーダーは sergovend またはserçemと呼ばれている。ソラニーでは「踊り」を指す2つの言葉 hełperrkê と、チョピー(クルド語: çopî)があり、踊りのリーダは serçopî と呼ばれている。
クルドには多数の種類の歌があるため、クルド語で「歌」という言葉を表現する方法は数多くある。クルマンジー（北部クルド人）で最も一般的な用語は  kilam 又は stran で、それを歌う人はストランベイ(クルド語: stranbêj)と呼ばれる。同様にソラニーでは「歌」は goranîであり、歌手はシャイェーア(クルド語:  şayîr)又はゴラニーベイ(クルド語:  goranîbêj)と呼ばれている。
クルドの民謡の多様性はとても豊富で、全てを書ききれないが、一例を挙げると、lawukで、短い詩からなるラブソングの一種です。 Mem û Zîn やDimdim のような壮大なロマンスの詩は、トルコの saz や bağlama に似た弦楽器である tembûr を伴奏に、dengbêj（デングベイと発音）と呼ばれる歌い手によって朗読される。

## 踊りの衣装
踊りの時には、しばしば精巧な衣装をまとう。 衣装は非常に多様で、すべて地域に根ざしており、各部族に固有のものがある。それぞれの踊り手が衣類を作っているので、部族中でも変化がある。 衣装は明るく着色されているのが一般的で、多くの衣服を重ね着している。
衣装についても独自の共通的な服を持っている。女性のドレスは地域によって異っており、ドレスを見ることによってその女性がどの州または都市から来るかを知ることができる。男性に関しては、"shalûshepik" または "rengûchox" と呼ばれるバギーパンツ と "shirwal" と呼ばれる上着のシャツを身に付けており、ベルトあたりに長い布を締める。

## 音楽
伝統的にクルドには、語り部(クルド語: çîrokbêj)、吟遊詩人(クルド語: stranbêj)、詩人(クルド語: dengbêj)の３種類の「クルドの古典の演者」がいる。クルドの王族の宮廷に関わる特定の音楽があるわけではなく、「夜の集会」(クルド語: şevbihêrk)で演奏される音楽が「古典」音楽とみなされている。その中にはいくつかの音楽形式が存在する。
サラーフッディーンのようなクルド人の過去の英雄について、その物語を語る詩で人気の高い Lawik の様な歌があり、それらは本質的に叙事詩的である。 Heyrans は、通常、別れと失恋の憂鬱を表現する愛のバラードである。Lawje は宗教音楽の一形態であり、Payizoks は秋に特別に演奏される歌である。ラブソング、ダンスミュージック、結婚式、その他の祝典の歌（dîlok/narînk）、エロティックな詩や労働歌も人気が高い。
踊りの音楽は通常、速い拍子と高度に調律されている。主に "zurna"（フルートの一種）と "Dehol"（ドラム "）を使用する。